# Hayalim Almonim
Hayalim Almonim (חיילים אלמונים, Soldados Anónimos) es una canción escrita en 1932 por Abraham (Yair) Stern, el fundador y comandante del Leji, y su esposa Ronnie. Fue una de sus primeras canciones.
La canción fue el himno del movimiento Irgún hasta 1940. Cuando su autor, Abraham Stern, se separó del Irgún por discrepancias ideológicas y tácticas y formó el Leji, se llevó el himno consigo.
La última línea de la primera estrofa de la canción se convirtió en un el lema de Irgun: 
| חיילים אלמונים הננו בלי מדים, וסביבנו אימה וצלמוות כולנו גויסנו לכל החיים, משורה משחרר רק המות בימים אדומים של פרעות ודמים, בלילות השחורים של יאוש. בערים, בכפרים את דיגלנו נרים, ועליו, הגנה וכיבוש. לא גויסנו בשוט כהמון עבדים, כדי לשפוך בנכר את דמנו. רצוננו: להיות לעולם בני חורין, חלומנו: למות בעד ארצנו. בימים אדומים של פרעות ודמים, בלילות השחורים של יאוש. בערים, בכפרים את דיגלנו נרים, ועליו, הגנה וכיבוש. אם אנחנו ניפול ברחובות, בבתים, יקברונו בלילה בלאט; במקומנו יבואו אלפי אחרים, ללחום ולכבוש עדי עד. בימים אדומים של פרעות ודמים, בלילות השחורים של יאוש. בערים, בכפרים את דיגלנו נרים, ועליו, הגנה וכיבוש. בדימעות אימהות שכולות מבנים, ובדם תינוקות טהורים - במלט נדביק הגופות ללבנים, ובנין המולדת נקים. בימים אדומים של פרעות ודמים, בלילות השחורים של יאוש. בערים, בכפרים את דיגלנו נרים, ועליו, הגנה וכיבוש. | Hayalim almonim hinenu, bli madim, us’sviveinu eima ve'tzalmavet kulanu guyasnu le'chol ha'haim: mi'shura meshrachrer rak ha'mavet. Beyamim adumim shel pra'ut vedamim, Balleilot hashkhorim shel ye'ush, Be'arim, bakkefarim et diglenu narim, Ve'alav haganah vekhibbush! Lo guasno bashot kahamon avadim, Kedei lishpoch bannechar et damenu. Retzonenu lihyot le'olam benei-khorin! Chalomenu lamut be'ad artzenu! Beyamim adumim shel pra'ot vedamim, Balleilot hashkhorim shel ye'ush, Be'arim, bak'farim et diglenu narim, Ve'alav haganah vechibbush! Umikkal avarim rivavot michsholim Sam goral achzari al darkenu; 'Ach ovyvim, meraggelim uvattei-'asurim Lo yukh'lu la'atzor ba'adenu Beyamim adumim shel pra'ot vedamim, Balleilot hashkhorim shel ye'ush, Be'arim, bakkefarim et diglenu narim, Ve'alav haganah vechibbush! Bedim'at-'immahot shakkullot mibbanim, Uvedam tinokot tehorim, Kevemelet nadbik haggufot-lilvenim Uvinyan hammoledet nakim! Beyamim adumim shel pra'ot vedamim, Balleilot hashkhorim shel ye'ush, Be'arim, bakkefarim et diglenu narim, Ve'alav haganah vechibbush! Hayalim almonim hinenu, bli madim, Usevivenu eimah vetzalmavet. | Somos soldados desconocidos sin uniforme Rodeados de terror y la sombra de la muerte Hemos sido reclutados de por vida Solo la muerte puede liberarnos de nuestro deber En días rojos de disturbios y sangre En noches oscuras de dolor y desesperación En ciudades y pueblos izaremos nuestra bandera y escrita en ella: ¡defensa y conquista! No fuimos reclutados por el látigo, como muchos esclavos Para derramar nuestra sangre en tierras extranjeras Nuestro sueño es vivir siempre libres y morir por nuestra patria En días rojos de disturbios y sangre En noches oscuras de dolor y desesperación En ciudades y pueblos izaremos nuestra bandera y escrita en ella: ¡defensa y conquista! De todas las direcciones Decenas de miles de obstáculos El cruel destino ha puesto en nuestro camino Pero enemigos, espías y prisiones ¡Nunca podrán detenernos! En días rojos de disturbios y sangre En noches oscuras de dolor y desesperación En ciudades y pueblos izaremos nuestra bandera y escrita en ella: ¡defensa y conquista! Con las lágrimas de las madres desconsoladas y la sangre de bebés puros Como el cemento, juntaremos los cadáveres con los ladrillos ¡levantaremos el edificio de nuestra patria! |

- Datos: Q924025